# Haplolabida
Haplolabida là một chi bướm đêm thuộc họ Geometridae.